# El amor no tiene precio
El amor no tiene precio es una telenovela mexicana producida por Alfredo Schwarz para Televisa y Univision, en coproducción con Fonovideo en 2005. 
Está protagonizada por Susana González y Víctor Noriega; y con las participaciones antagónicas de Eugenia Cauduro, Víctor González, Alba Roversi, Gabriela Vergara, Jorge Martínez, Yul Bürkle y la primera actriz Susana Dosamantes.
Adaptación de Pobre señorita Limantour, original de Inés Rodena y producida por Carla Estrada para Televisa en 1987.

## Sinopsis
María Liz vive en un barrio pobre de la ciudad de Miami con su abuelo materno, un anciano inglés llamado Henry Alexander. María Liz tenía 12 años cuando su madre, tras el abandono de su esposo, cayó en una profunda depresión y murió al poco tiempo. El señor Alexander acababa de perder su fortuna por una caída en la bolsa de valores y el golpe adicional de la muerte de su hija afectó su mente. A base de esfuerzo y determinación, María Liz logró terminar sus estudios y recibirse de enfermera, aunque no abandonó su sueño de estudiar medicina. Con lo que gana en su trabajo mantiene a su abuelo, que aún guarda una maleta llena de acciones y jura que algún día recobrará su fortuna. María Liz también ayuda en lo que puede a su novio, Marcelo, que estudia la carrera de ingeniero. Pero Marcelo es un hombre egoísta que sólo piensa en terminar su carrera y marcharse de la vecindad en cuanto consiga un buen trabajo, olvidándose de los sacrificios de sus padres y María Liz.
En un barrio elegante de la ciudad vive Sebastián con su madre, Doña Lucrecia. Sebastián es ingeniero civil; un hombre íntegro, trabajador y seguro de sí mismo que detesta el mundo falso en el que vive su madre, quien fue despojada de la fortuna que heredó de su esposo por su familia política, y a base de trabajo y sacrificios ha mantenido la apariencia de un nivel de vida elevado.
Marcelo consigue trabajo en la constructora donde trabaja Sebastián y de inmediato se olvida de su promesa de matrimonio a María Liz. Comienza a intrigar para quedarse con el puesto de Sebastián... y con su prometida, Araceli, que es la hija del dueño de la constructora.
Cuando un trabajador resulta herido en un accidente, Sebastián lo lleva al hospital donde trabaja María Liz. Aunque su primer encuentro es conflictivo, Sebastián reconoce que es muy buena enfermera y al poco tiempo la contrata para que atienda a su madre. Pero Doña Lucrecia comienza a hacerle la vida imposible a la joven cuando se da cuenta de que su hijo se está enamorando de María Liz, y ella de él. Doña Lucrecia quiere para su hijo la seguridad económica y el nivel social que le daría su matrimonio con la frívola y superficial Araceli, pero Sebastián ha encuentra en María Liz a la mujer de sus sueños, una mujer noble, fuerte y sincera que sabe que "El amor no tiene precio".
Maria Liz se tiene que enfrentar a varios enemigos, como Aracely , Doña Lucrecia y Rosalía quien resulta ser su peor enemiga.

## Elenco
- Susana González - María Liz González Alexander / María Elizabeth Montalbán Alexander
- Víctor Noriega - Sebastián Monte y Valle Cevallos
- Eugenia Cauduro - Aracely Montalbán Torreblanca
- Víctor González - Marcelo Carbajal Méndez
- Susana Dosamantes - Lucrecia Cevallos Vda. de Monte y Valle
- Gabriela Vergara - Ivana Santa Lucía Almonte Vda. de Montés / Ivanna Montalbán Alexander
- Roberto Vander - Germán Garcés
- Alma Delfina - Flor Méndez de Carbajal
- Jorge Martínez - Miguel Augusto Montalbán / Abel Montalbán
- Julieta Rosen - Coralia Alexander de Herrera
- Alba Roversi - Rosalia Padillo
- Alejandro Ávila - Arnaldo Herrera
- Katie Barberi - Engracia Alexander "La Chacala"
- Víctor Cámara - Nelson Cisneros
- Miguel Durand - Felipe González Limantour / Arturo González Del Olmo
- Yul Bürkle - Mariano Luján
- Maite Embil - Clara
- Geraldine Bazán - Elizabeth Luján / Elizabeth Monte y Valle González
- Altaír Jarabo - Vanessa Monte y Valle González
- Claudia Reyes - Yolanda
- Ismael La Rosa - Juan Carlos Carbajal
- Maritza Bustamante - Federica "Kika" Méndez
- Raúl Xiques - Luciano Robles del Campo
- Oswaldo Calvo - Mr. Henry Alexander
- Miguel Ángel Biaggio - Camilo Marín
- Alan - Víctor Manuel Prado
- Juan Carlos Gutiérrez - Oscar Robles
- Carlos Yustis - Nicolás
- Eduardo Ibarrola - Joaquín
- Thanya López - Rayo Azul
- Martha Acuña - Rebeca
- Antonio M. Suárez - José
- Anabel Leal - Clementina Méndez
- Pablo Cheng - Farolito
- Angie Russian - Cristina
- Mario Liberti - Pedro León
- Alexander Silva - Damian
- Frank Carreño - Jaime
- Gladys Cáceres - Hermosura
- Ivonne D'Liz - Severa
- Sabrina Olmedo - Keyla
- Nicole García - Vanessa "Vanessita" Monte y Valle González (niña)
- Julieta García - Ligia Elena
- Tobías Yrys - Gilberto
- Camilo Sáenz - Puma
- Ronny Montemayor - Andres
- Juan Martín Jáuregui - Cobra
- Thaily Amezcua - Irene
- Michelle Jones - Jackie
- Julio Ocampo - Rubén
- Enrique Rodríguez - Mario
- Tatiana Capote
- Rudy Pavón - Abogado
- Frank Zapata - Oficial de policía

## Versiones
- El amor no tiene precio es una nueva versión de la telenovela venezolana Regina Carbonell de 1972, que Televisa ya había realizado bajo el título de Pobre señorita Limantour en 1987, además a esta versión se le empató la telenovela El precio de un hombre de 1969.

- Datos: Q1532846